# Lijst van granmans van de Aukaners
Dit is een lijst van granmans van de Aukaners, een van de marronstammen in Suriname.

## Lijst
| Nr. | Granman                          | Lo                    | Periode    |
| --- | -------------------------------- | --------------------- | ---------- |
| 1   | Fabi Labi Beyman                 | Dikan                 | 1759-1764  |
| 2   | Kwamina Adyubi                   | Dikan                 | 1764-1765  |
| 3   | Agbato Langaofangi Agaamu        | Nyanfai               | 1765-1767  |
| 4   | Pamu Langabaiba                  | Otoo                  | 1767-1790  |
| 5   | Toni                             | Otoo (Lebi bee)       | 1790-1808  |
| 6   | Bambi Kukudyaku Bonponubontanafe | Otoo (Baaka bee)      | 1808-1819  |
| 7   | Kwau Toobi                       | Otoo (Lebi bee)       | 1820-1832  |
|     | Pikin Pangaboko a.i.             | Misidyan              | 1832-1833  |
| 8   | Manyan Beeyman                   | Otoo (Baaka bee)      | 1833-1866  |
| 9   | Abaan Beeymofu                   | Otoo (Baaka bee)      | 1867-1882  |
| 10  | Oseyse                           | Otoo (Baaka bee)      | 1884-1915  |
|     | Yensa Kanape a.i.                | Otoo (Baaka bee)      | 1915-1916  |
| 11  | Papa Amakiti                     | Otoo (Baaka bee)      | 1916-1929  |
|     | Yensa Kanape a.i.                | Otoo (Baaka bee)      | 1929-1937  |
| 12  | Pai Amatodya                     | Otoo (Baaka bee)      | 1937-1947  |
|     | Apianai a.i.                     | Misidyan (Maasaa bee) | 1947-1950  |
| 13  | Akontu Velanti                   | Otoo (Baaka bee)      | 1950-1964  |
|     | Adan Pankuku a.i.                | Otoo (Lebi bee)       | 1964-1966  |
| 14  | Gazon Matodja                    | Otoo (Baaka bee)      | 1966-2011  |
| 15  | Bono Velantie                    | Otoo (Baaka bee)      | 2015-heden |

Trio/Wayana (lijst) · 
Aluku (lijst) · 
Aukaners (lijst) · 
Kwinti (lijst) · 
Matawai (lijst) · 
Paramaccaners (lijst) · 
Saramaccaners (lijst)
politiek in Suriname · granman · kapitein · basja